# トム・ブラウニング
トーマス・レオ・ブラウニング（Thomas Leo Browning , 1960年4月28日 - 2022年12月19日）は、アメリカ合衆国ワイオミング州キャスパー出身の元プロ野球選手（投手）。左投左打。

## 経歴

### 現役時代
1982年6月のドラフトでシンシナティ・レッズから9巡目（全体233位）で指名され、入団。
1984年9月9日にメジャー初登板（初先発）を果たす。
ルーキーイヤーの1985年には、38試合に登板し、20勝9敗、防御率3.55の素晴らしい成績を挙げた。新人王に選ばれてもおかしくない成績であったが、110盗塁したビンス・コールマン（カージナルス）が選出された。また、同年9月11日にピート・ローズがタイ・カッブの史上最多安打記録を破った試合の先発投手であった。
当時のレッズは4人の投手で先発ローテーションを回しており、大きな故障もなくコンスタントに投げた1991年までの7年間、毎年2桁勝利を記録し、先発登板数、投球回数等の記録はリーグトップクラスであった。
1988年9月16日、本拠地リバーフロント・スタジアムでのロサンゼルス・ドジャース戦で、完全試合を達成。102球中72球がストライクで、3ボールまでいった打者は1人もいなかった。この年は18勝5敗の好成績を挙げた。
1989年7月4日（アメリカ独立記念日）のフィラデルフィア・フィリーズ戦でも8回まで完全試合。9回にディッキー・ソンにヒットを許し、MLB史上初の「完全試合2回達成」はならなかった。オーナーのマージ・ショットは1988年の完全試合の後のオフシーズンに、「もう一度完全試合を達成したら、ブラウニングの夫人に30万ドルのボーナスを与える」という契約条項を付け加えようとしたところ、リーグ事務局がこれを拒否していた。またこの歳、先発した試合の1回裏に2度打席に立つ珍記録を作っており、2022年4月21日に大谷が1回表に1球も投げずに2回打席に立つまで、唯一の記録であった。
1990年には15勝を記録し、チームのリーグ優勝に貢献。自身唯一となるポストシーズン進出を果たす。ピッツバーグ・パイレーツとのナ・リーグチャンピオンシップシリーズでは第2戦に先発、オークランド・アスレチックスとのワールドシリーズでは第3戦に先発して、それぞれ勝利投手となり、チームのワールドチャンピオンに貢献した。
1991年は前半10勝4敗の好成績で初のオールスター出場を果たすが、後半は負けが込み14勝14敗に終わる。
1992年以後は故障との戦いとなる。1993年7月7日のシカゴ・カブス戦（リグレー・フィールド）の試合中に、ユニフォーム姿でシェフィールド・アベニュー・ルーフトップ（スタンドの一角）に現れ、監督デーブ・ジョンソンから500ドルの罰金を科せられた。
1994年5月9日のサンディエゴ・パドレス戦の試合中に腕を骨折。骨が折れる音がテレビや観客席にも聞こえるほどの大怪我で、以後シーズンを棒に振り、この年限りでレッズを解雇された。
1995年にはカンザスシティ・ロイヤルズと契約したが、2試合に先発していずれも敗れ、シーズン途中で現役を引退した。

### 現役引退後
現役引退後は、レッズの傘下マイナーで投手コーチやインストラクターを歴任した。
2006年にレッズ野球殿堂入りを果たした。
2022年12月19日、ケンタッキー州の自宅で死去。

## 人物
縁起を担いで、先発した日から次の先発までの間はひげを剃らなかった。また、登板日には赤い下着を身に付けていた。

## 詳細情報

### 年度別投手成績
| 年 度     | 球 団     | 登 板 | 先 発 | 完 投 | 完 封 | 無 四 球 | 勝 利 | 敗 戦 | セ 丨 ブ | ホ 丨 ル ド | 勝 率 | 打 者 | 投 球 回 | 被 安 打 | 被 本 塁 打 | 与 四 球 | 敬 遠 | 与 死 球 | 奪 三 振 | 暴 投 | ボ 丨 ク | 失 点 | 自 責 点 | 防 御 率 | W H I P |
| --------- | --------- | ----- | ----- | ----- | ----- | -------- | ----- | ----- | -------- | ----------- | ----- | ----- | -------- | -------- | ----------- | -------- | ----- | -------- | -------- | ----- | -------- | ----- | -------- | -------- | ------- |
| 1984      | CIN       | 3     | 3     | 0     | 0     | 0        | 1     | 0     | 0        | --          | 1.000 | 95    | 23.1     | 27       | 0           | 5        | 0     | 0        | 14       | 1     | 0        | 4     | 4        | 1.54     | 1.37    |
| 1985      | CIN       | 38    | 38    | 6     | 4     | 3        | 20    | 9     | 0        | --          | .690  | 1083  | 261.1    | 242      | 29          | 73       | 8     | 3        | 155      | 2     | 0        | 111   | 103      | 3.55     | 1.21    |
| 1986      | CIN       | 39    | 39    | 4     | 2     | 1        | 14    | 13    | 0        | --          | .519  | 1016  | 243.1    | 225      | 26          | 70       | 6     | 1        | 147      | 3     | 0        | 123   | 103      | 3.81     | 1.21    |
| 1987      | CIN       | 32    | 31    | 2     | 0     | 0        | 10    | 13    | 0        | --          | .435  | 791   | 183.0    | 201      | 27          | 61       | 7     | 5        | 117      | 2     | 4        | 107   | 102      | 5.02     | 1.43    |
| 1988      | CIN       | 36    | 36    | 5     | 2     | 1        | 18    | 5     | 0        | --          | .783  | 1001  | 250.2    | 205      | 36          | 64       | 3     | 7        | 124      | 2     | 4        | 98    | 95       | 3.41     | 1.07    |
| 1989      | CIN       | 37    | 37    | 9     | 2     | 1        | 15    | 12    | 0        | --          | .556  | 1031  | 249.2    | 241      | 31          | 64       | 10    | 3        | 118      | 2     | 1        | 109   | 94       | 3.39     | 1.22    |
| 1990      | CIN       | 35    | 35    | 2     | 1     | 0        | 15    | 9     | 0        | --          | .625  | 957   | 227.2    | 235      | 24          | 52       | 13    | 5        | 99       | 5     | 1        | 98    | 96       | 3.80     | 1.26    |
| 1991      | CIN       | 36    | 36    | 1     | 0     | 0        | 14    | 14    | 0        | --          | .500  | 983   | 230.1    | 241      | 32          | 56       | 4     | 4        | 115      | 3     | 1        | 124   | 107      | 4.18     | 1.29    |
| 1992      | CIN       | 16    | 16    | 0     | 0     | 0        | 6     | 5     | 0        | --          | .545  | 386   | 87.0     | 108      | 6           | 56       | 4     | 4        | 115      | 3     | 1        | 49    | 49       | 5.07     | 1.56    |
| 1993      | CIN       | 21    | 20    | 0     | 0     | 0        | 7     | 7     | 0        | --          | .500  | 505   | 114.0    | 159      | 15          | 20       | 2     | 1        | 53       | 1     | 1        | 61    | 60       | 4.74     | 1.57    |
| 1994      | CIN       | 7     | 7     | 2     | 1     | 0        | 3     | 1     | 0        | --          | .750  | 169   | 40.2     | 34       | 8           | 13       | 1     | 1        | 22       | 1     | 0        | 20    | 19       | 4.20     | 1.16    |
| 1995      | KC        | 2     | 2     | 0     | 0     | 0        | 0     | 2     | 0        | --          | .000  | 49    | 10.0     | 13       | 2           | 5        | 0     | 0        | 3        | 0     | 0        | 9     | 9        | 8.10     | 1.80    |
| MLB：12年 | MLB：12年 | 302   | 300   | 31    | 12    | 6        | 123   | 90    | 0        | --          | .577  | 8066  | 1921.0   | 1931     | 236         | 511      | 61    | 32       | 1000     | 25    | 13       | 913   | 841      | 3.94     | 1.27    |

- 各年度の太字はリーグ最高
- 「-」は記録なし

### 受賞歴・記録
- オールスター出場1回（1991年）
- 完全試合・ノーヒットノーラン1回（1988年9月16日）